# Nanuk

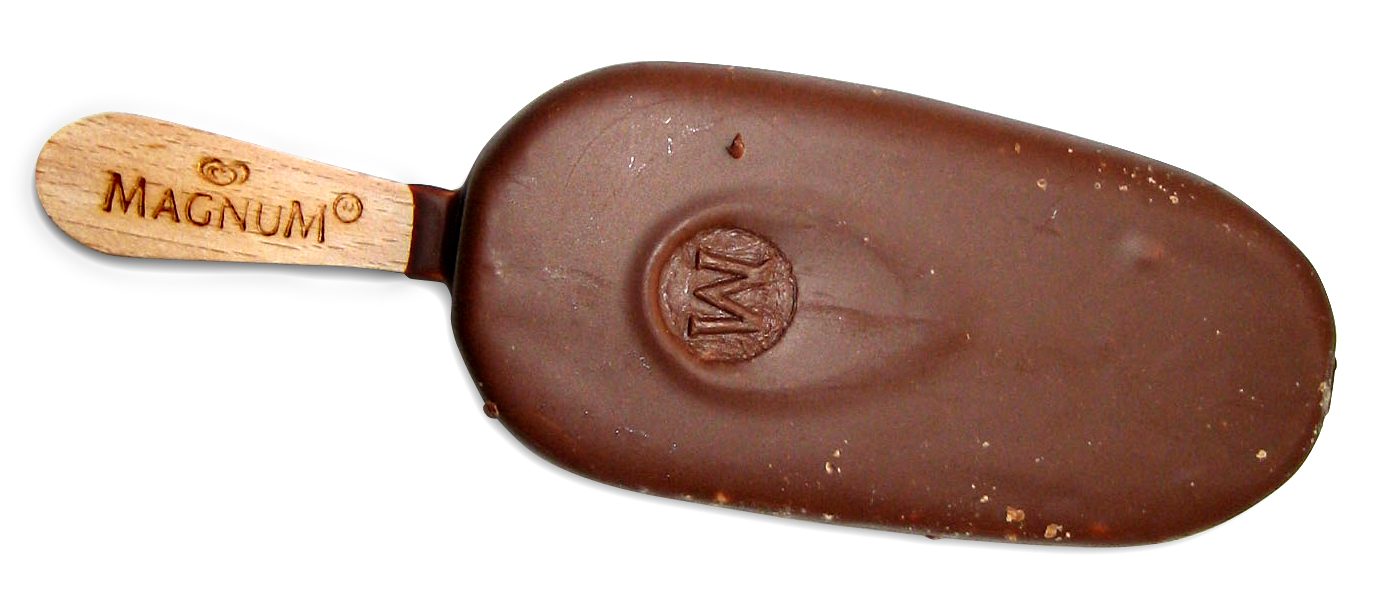
Nanuk značky Magnum

Nanuk je synonymem pro mražený smetanový krém v čokoládě a na dřevěném držátku, vyráběného podle amerického výrobku Eskimo-pie (1921). Mezi nejznámější značky nanuků patří v České republice tradiční Mrož, Kuba, Míša, Kostka, Pegas, Magnum a Ruská zmrzlina.
V červenci 1938 představil pražským zákazníkům zmrzlinu v čokoládě na dřevěném dřívku pod názvem NANUK majitel firmy Vašata a spol. (taktéž majitel automatu na Václavském náměstí v Praze). Po znárodnění jeho podniku přišlo v roce 1949 Ústředí pro hospodaření se zemědělskými výrobky, mléčný kombinát Laktos s pobočným závodem Výrobna mléčných specialit Eskymo-Laktos, Praha II, Na příkopě čp. 16 s novým výrobkem - mraženým krémem v kelímku pod názvem NANUK.

## Etymologie
Název Nanuk byl odvozen od inuitského lovce Nanuka, hlavní postavy dokumentárního etnografického filmu Roberta Flahertyho Nanuk, člověk primitivní (Nanuk, der Eskimo, Nanook of the North) z roku 1922. Nanuk je původně inuitský bůh – pán medvědů.

## Historie
V roce 1938 uvedla firma Vašata a spol., plzeňský restaurant a automat na Václavském náměstí čp. 16, na trh zmrzlinu v čokoládě pod názvem NANUK.
Severní pól přeložen do Prahy. 
Nastala ohromná změna v zeměpisu: Severní pól přeložen do Prahy — a to do Vašatova automatu na Václavské náměstí. Co z toho vzniklo? VAŠATŮV NANUK! Nejskvělejší mražená lahůdka tohoto století! První výpravy pražských Eskymáků už se přihlásily. Přijďte také! Už ta podívaná, jak se NANUK dělá, stojí za to. Cena NANUKU je také pod nulou: jeden NANUK za 1 Kč!
P. S. Na všeobecnou žádost Pražanů prodává Vašata také populární ESKYMO. Můžete je dostat po celý den.

VAŠATA A SPOL. PRAHA, VÁCLAVSKÉ NÁM. 16
Polední list, Praha, 11.07.1938
Značkovou americkou zmrzlinu Eskymo (Eskimo-pie) vyráběl židovský obchodník Emil Probst, který v Praze založil firmu Emil Probst, Zuckerwarenerzeugung (Eskimo - Brick). Ta byla po roce 1939 arizována a v roce 1942 po deportaci rodiny Probst do Terezína přepsána na nového majitele. Po druhé světové válce firma připadla Ministerstvu zemědělství jako německý konfiskát.
Po únoru 1948 zřídilo Ministerstvo zemědělství v Praze Na Příkopech pobočný závod Eskymo-Laktos. Namísto původního amerického Eskyma, uvedl Laktos v roce 1949 na trh nový výrobek pod ochranou značkou NANUK, který měl zrovna jako původní Eskimo-pie na obalu Inuka (Nanuka). Národní podnik „Pražské mlékárny” vyráběl zmrzlinový dort „Polárka”.
Do roku 1969 se tak v mrazicích pultech vedle sebe objevovaly mražené krémy: Nanuk, Eskymo, Ledňáček a Polárka. Během normalizace se stal výraz nanuk synonymem pro všechny zmrzliny v čokoládě na dřevěné tyčince. Označení nanuk tak vešlo do užívání v běžné řeči, čehož důkazem bylo i zahrnutí apelativa nanuk do Slovníku spisovného jazyka českého.

## Spor o značku NANUK
S příchodem tržního hospodářství po roce 1989 si společnost AGT Zdounky nechala zapsat značku Nanuk pro mražené potraviny. Konkurenční nizozemsko-britská společnost Unilever (mj. majitel italské značky Algida) se domáhala u Úřadu průmyslového vlastnictví o výmaz ochranné známky právě z důvodu zlidovění, úřadem jí bylo vyhověno, ale Nejvyšší správní soud jeho rozhodnutí v roce 2005 zrušil.
V polovině roku 2006 společnost Unilever značku Nanuk odkoupila od jejího tehdejšího držitele, společnosti Alima značková potravina. Unilever je také majitelem domény nanuk.cz. Pod mateřským Unileverem se tak vyrábí například zmrzlina Eskymo od firmy Nanuk i jiná zmrzlina Eskymo od firmy Algida.